# Wieża Isopu
Wieża Isopu (ang. Isopu Tower lub San Blas Tower, malt. Torri ta’ San Blas) – jedna z wież obserwacyjnych, zbudowana za czasów wielkiego mistrza kawalerów maltańskich Nicolasa Cotonera na wyspie Gozo w 1667 r. Wieża została zbudowana na niewielkim półwyspie na klifie pomiędzy zatokami San Blas Bay i San Philip Bay na północnym brzegu wyspy.
Wieże obserwacyjne były budowane w takiej odległości od siebie, by każda była w zasięgu wzroku z sąsiedniej. Oprócz funkcji obserwacyjno-ostrzegawczych przed piratami służyły jako wieże komunikacyjne pomiędzy Gozo i Grand Harbour. Wieża Isopu uzupełniała zbudowany w latach 1610-1620, za panowania Alofa de Wignacourta, ciąg fortyfikacji zwanych jako wieże Wignacourta, w latach 1637-1650 wież Lascarisa oraz zbudowanych w latach 1658-1661 wież de Redina.
Została ufundowana przez Uniwersytet w Gozo. Nad wejściem znajdują się cztery tarcze herbowe przedstawiające herb zakonu, Wielkiego Mistrza Cotonera, rycerza Ludoviko Xedler y Gomes i prawdopodobnie Uniwersytetu w Gozo.
Została zbudowana w 1667 roku na planie kwadratu. Posiada dwie kondygnacje, wejście do niej znajdowało się na piętrze i dostępne było tylko za pomocą drabiny. Sklepienie parteru jest kamienne, wejście na druga kondygnację odbywało się przy pomocy spiralnych schodów.
Rekonstrukcja obiektu trwała 3 lata i była przeprowadzana przez fundację Din l-Art Ħelwa i Nadur Local Council. Została wpisana na listę National Inventory of the Cultural Property of the Maltese Islands pod numerem 00038.